# Championnat de France de basket-ball 1933-1934
Navigation
Saison précédente Saison suivante
La saison 1933-1934 du championnat de France de basket-ball Excellence est la 14e édition du championnat de France masculin de basket-ball. L'Olympique lillois est titré champion de France.

## Présentation
Les huit derniers de la saison précédente affrontent en match de barrage les huit premiers de la Division d'Honneur de la saison correspondante. Les vainqueurs rejoignent les 12 qualifiés d'office en poules tandis que les équipes vaincues continuent dans la Division d'Honneur. Les confrontations ont lieu le 10 décembre 1933.
À la suite du tour éliminatoire Excellence-Honneur, les 20 équipes qualifiées sont réparties en quatre poules de cinq équipes. Les matchs de poules débutent le 7 janvier 1934 et se terminent le 18 mars 1934. Le premier de chaque poule est qualifié pour les demi-finales qui se déroulent par élimination directe. La finale se joue le 29 avril 1934 au Stade Roland-Garros.

## Équipes participantes
Les 28 équipes présentes au tour éliminatoire et/ou en poules du championnat,.
- Rhône Sportif (bar.)
- SAN Nice (bar.)
- Saint-Étienne Mulhouse (bar.)
- USPLM (bar.)
- FA Mulhouse (bar.)
- US Assomption (bar.)
- FC Lyon (bar.)
- JSP Issy (bar.)
- AC Wattrelos (bar.)
- Stade français (bar.)
- CS Plaisance (bar.)
- CA Mulhouse (bar.)
- ASC Rennais (bar.)
- AL Paris (bar.)
- SS Nilvange (bar.)
- ASB Black Harriers (bar.)
- CAUFA Reims
- AS Stéphanoise
- SA Montrouge
- Saint-Charles Alfortville
- AS Montferrandaise
- Olympique lillois
- JA Charleville
- SCPO Paris
- AS Bon Conseil
- EAC Roubaix
- Paris UC
- AS Saint-Hippolyte

## Classement final de la saison régulière
Poule A
| # | Équipe                     | J. | G. | P. | Pts | Av. |
| - | -------------------------- | -- | -- | -- | --- | --- |
| 1 | Stade français (B)         | 4  | 4  | 0  | 8   | 57  |
| 2 | CAUFA Reims                | 4  | 2  | 2  | 6   | 17  |
| 3 | SA Montrouge               | 4  | 2  | 2  | 6   | 27  |
| 4 | AS Stéphanoise             | 4  | 2  | 2  | 6   | -20 |
| 5 | Saint-Étienne Mulhouse (B) | 4  | 0  | 4  | 4   | -81 |

Poule B
| # | Équipe            | J. | G. | P. | Pts | Av. |
| - | ----------------- | -- | -- | -- | --- | --- |
| 1 | Olympique lillois | 4  | 4  | 0  | 8   | 113 |
| 2 | JA Charleville    | 4  | 3  | 1  | 7   | -12 |
| 3 | SCPO Paris        | 4  | 2  | 2  | 6   | 32  |
| 4 | ASC Rennais (B)   | 4  | 1  | 3  | 5   | -78 |
| 5 | AS Bon Conseil    | 4  | 0  | 4  | 4   | -57 |

Poule C
| # | Équipe                    | J. | G. | P. | Pts | Av. |
| - | ------------------------- | -- | -- | -- | --- | --- |
| 1 | CA Mulhouse (B)           | 4  | 4  | 0  | 8   | 52  |
| 2 | SAN Nice (B)              | 4  | 3  | 1  | 7   | 2   |
| 3 | AS Montferrandaise        | 4  | 2  | 2  | 6   | 9   |
| 4 | FC Lyon (B)               | 4  | 1  | 3  | 5   | -42 |
| 5 | Saint-Charles Alfortville | 4  | 0  | 4  | 4   | -21 |

Poule D
| # | Équipe             | J. | G. | P. | Pts | Av. |
| - | ------------------ | -- | -- | -- | --- | --- |
| 1 | FA Mulhouse (B)    | 4  | 4  | 0  | 8   | 75  |
| 2 | AS Saint-Hippolyte | 4  | 3  | 1  | 7   | 7   |
| 3 | SS Nilvange (B)    | 4  | 2  | 2  | 6   | -23 |
| 4 | EAC Roubaix        | 3  | 0  | 3  | 3   | -26 |
| 5 | Paris UC           | 3  | 0  | 3  | 3   | -31 |

- Qualification pour la phase finale

Note : (B) indique les barragistes du tour éliminatoire Excellence-Honneur

## Phase finale
|  | Demi-finales           | Demi-finales         |                        |    | Finale                                     | Finale                                     |
|  | Demi-finales           | Demi-finales         |                        |    | Finale                                     | Finale                                     |
|  |                        |                      |                        |    |                                            |                                            |
|  | 8 avril 1934, Troyes   | 8 avril 1934, Troyes |                        |    | 29 avril 1934, Paris (Stade Roland-Garros) | 29 avril 1934, Paris (Stade Roland-Garros) |
|  | 8 avril 1934, Troyes   | 8 avril 1934, Troyes |                        |    | 29 avril 1934, Paris (Stade Roland-Garros) | 29 avril 1934, Paris (Stade Roland-Garros) |
|  | [B1] Olympique lillois | 43                   |                        |    | 29 avril 1934, Paris (Stade Roland-Garros) | 29 avril 1934, Paris (Stade Roland-Garros) |
|  | [B1] Olympique lillois | 43                   |                        |    | 29 avril 1934, Paris (Stade Roland-Garros) | 29 avril 1934, Paris (Stade Roland-Garros) |
|  | [A1] Stade Français    | 31                   |                        |    | 29 avril 1934, Paris (Stade Roland-Garros) | 29 avril 1934, Paris (Stade Roland-Garros) |
|  | [A1] Stade Français    | 31                   | [B1] Olympique lillois | 51 |                                            |                                            |
|  | 8 avril 1934, Mulhouse |                      | [B1] Olympique lillois | 51 |                                            |                                            |
|  |                        | [D1] FA Mulhouse     | 28                     |    |                                            |                                            |
|  | [C1] CA Mulhouse       | [D1] FA Mulhouse     | 28                     | 28 |                                            |                                            |
|  | [C1] CA Mulhouse       |                      |                        | 28 |                                            |                                            |
|  | [D1] FA Mulhouse       | 29                   |                        |    |                                            |                                            |
|  | [D1] FA Mulhouse       | 29                   |                        |    |                                            |                                            |

## Sources
- Le Basketball, Encyclopédie des Sports Modernes, collectif, éditions Kister & Schmid, Genève, 1955.
- Gérard Bosc, Une Histoire du basket français... tome 1, éditions Presses du Louvre, 2002.